# Südengland

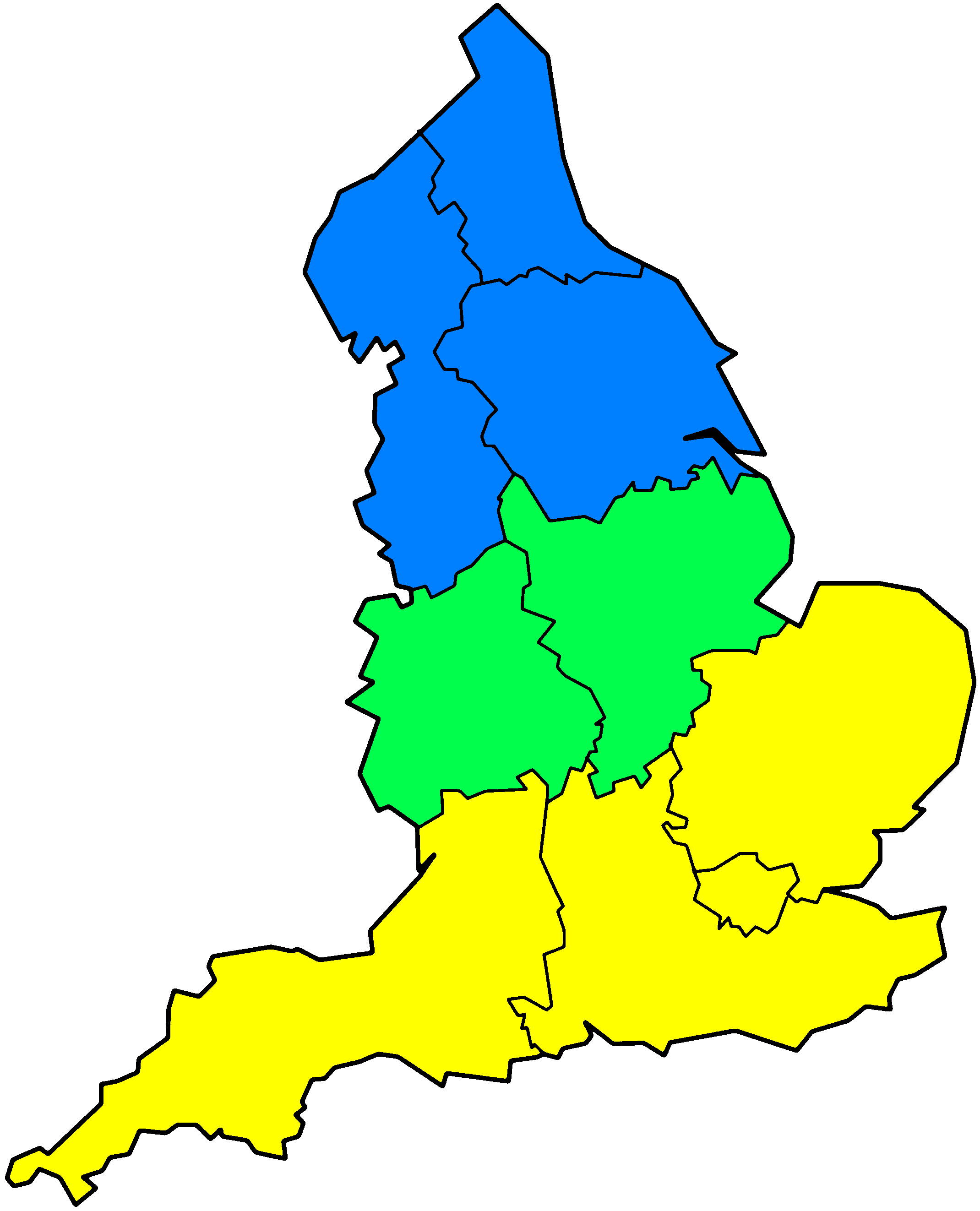
Nordengland (blau) Mittelengland (grün) Südengland (gelb)

Südengland (engl.: Southern England) ist ein nicht genauer definierter Begriff, der im weitesten Sinne den südlichen Teil Englands unterhalb Mittelenglands (engl.: Midlands) bezeichnet. Im engeren Sinn sind damit nur die Grafschaften gemeint, die am oder in der Nähe des Ärmelkanals liegen. Im umfassenderen Sinne zählen zu ihm die englischen Verwaltungsregionen South East England, East of England, Greater London und South West England. In einigen Interpretationen bildet Südwestengland eine eigene kulturelle Region, das sogenannte „West Country“, und ist damit in der Definition von Südengland nicht enthalten.
Die Grenze zu den Midlands wird von einer groben Linie von der Mündung des Severn bis zu The Wash gebildet. In einigen Definitionen zählen aber Gloucestershire, Herefordshire und Oxfordshire bereits zu den Midlands. Die Landschaft Südenglands ist recht flach, die Hügelkette mit der höchsten Erhebung sind die Chiltern Hills.
Der Süden Englands wird oft als Region mit einer eigenen kulturellen, sozio-politischen und wirtschaftlichen Identität betrachtet. So gilt er im Vergleich zu Mittel- und Nordengland (engl.: Northern England) als wohlhabender.